# L'ultima lezione (film 2001)
L'ultima lezione è un film del 2001 diretto da Fabio Rosi, vincitore del Globo d'oro alla miglior opera prima.
Il film è dedicato all'economista Federico Caffè, professore di politica economica presso la Sapienza Università di Roma misteriosamente scomparso nel 1987.

## Riconoscimenti
Globo d'oro
- 2001 – Miglior opera prima a Fabio Rosi